# Ocice (Tarnobrzeg)
Ocice – jedno z administracyjnych osiedli Tarnobrzega, dawniej wieś.
W latach 1973–1976 w gminie Tarnobrzeg. 1 października 1976 włączone do Tarnobrzega.

## Nazwa
W dokumencie z 1277 roku wymienione jako „Ochyci”: „(…) Ochici, quam dedit senior Pacoslaus cum clausura (…)” a w jego odpisie z pierwszej połowy XV wieku „Oczyce”, u Jana Długosza: Oczczicze, Oczycze, Oczicze i Ochycze. Według Długosza miejscowość Ojców w pobliżu Krakowa pisze się „Oczecz”. Ocice zatem mogłyby oznaczać Ojczyce (pochodzące od ojców), co według Stadnik wskazywałoby, że osada jest bardzo stara. Inni uważają z kolei, że „Oczecz” mogło powstać z zamiany przyrostka patronimicznego –ice na właściwy dla grodów i zamków sufiks –iec, a nazwa Ociec brzmiała pierwotnie Ocice. Prawdopodobnie jest to nazwa patronimiczna od nazwy osobowej przypuszczalnego założyciela osady o imieniu Otto. W skorowidzu z 1868 roku wymienione jako „Ocice albo Ojszcze”, przysiółek Machowa.  

## Położenie
Osiedle leży w województwie podkarpackim, powiecie tarnobrzeskim, gminie Tarnobrzeg, w północnej części Kotliny Sandomierskiej, na północnym krańcu Równiny Tarnobrzeskiej (Rozwadowskiej).
Graniczy z innymi osiedlami Tarnobrzega: od północy z Miechocinem i Mokrzyszowem, od wschodu z Mokrzyszowem; od południa z należącą do gminy Nowa Dęba wsią Chmielów. Historycznie od zachodu wieś Ocice graniczyła z nieistniejącymi już wsiami Machów i Kajmów.
Wysokość nad poziomem morza wynosi 147 metry na wschodnim krańcu, teren wznosi się na zachód osiągając 171 metrów na krańcu zachodnim.

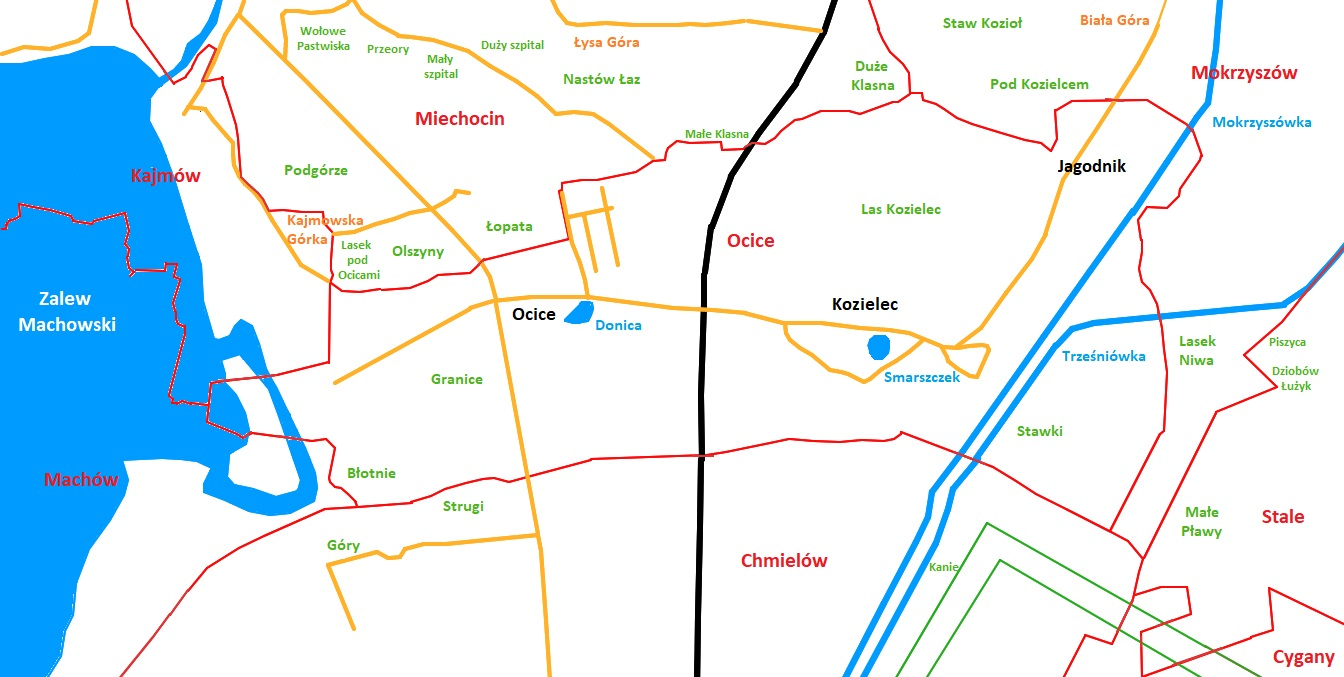
Mapa Ocic i okolicy w skali 1:15000. Obiekty fizjograficzne według Państwowego Rejestru Nazw Geograficznych.

## Opis
Osiedle obejmuje tereny mające charakter wiejski, z dużym udziałem terenów rolniczych i lasów. Na terenie osiedla występują gleby bielicowe. Zabudowa jest charakterystyczna dla wsi typu ulicowego. W obrębie wsi wyróżniano dwa przysiółki: Kozielec i Jagodnik.
Przez wschodnią część osiedla przepływają dwie rzeki, Mokrzyszówka i Trześniówka. Na zachodzie graniczy z Zalewem Machowskim. Na terenie osiedla położone są dwa stawy: Donica i Smarszczek (dopełniacz: Smarszczka). Nazwa „Smarszczek” pochodzi co najmniej z XV wieku, Jan Długosz w Liber Beneficiorum wymienia „Zmarsczek koło Ocic”, w którym znajdowały się pola wchodzące w skład dóbr kościelnych Miechocina.
Na obszarze osiedla występują zasoby surowca podstawowego – siarki. Leży ono na terenie dwóch złóż (Machów I i Machów II), eksploatacji których zaniechano . Występują także surowce pospolite – piaski rzeczne i wydmowe.
Środek osiedla przecina Linia kolejowa nr 25 Łódź Kaliska – Dębica. Przy południowo – wschodniej granicy miasta, na terenie gminy Nowa Dęba, znajduje się węzeł kolejowy Ocice.

## Historia
Zlokalizowane na terenie Ocic siedem stanowisk archeologicznych stanowi najstarszy ślad dokumentujący osadnictwo na tym terenie. Należą tutaj osady kultury łużyckiej: Mokrzyszów 18, Kozielec 1, Kozielec 2, Kozielec 3, Ocice 1; cmentarzysko kultury łużyckiej Kozielec 4 (datowane na epokę brązu/okres halsztacki epoki żelaza) oraz jedno stanowisko wielokulturowe Kozielec 5 (osada: datowana na okres kultury trzcinieckiej, kontynuatorkę kultury mierzanowickiej; cmentarzysko: prawdopodobnie kultura łużycka). W okolicy Tarnobrzega występują tylko dwa stanowiska kultury trzcinieckiej, w tym jedno wymienione. Zostało odkryte w trakcie badań powierzchniowych. Żadne z wymienionych nie jest wpisane do rejestru zabytków.
Pierwsza wzmianka o wsi pochodzi z dokumentu Bolesława Wstydliwego, w którym zatwierdza on 21 marca 1277 roku posiadłości klasztoru cystersów z Koprzywnicy. Czyni to Ocice najwcześniej poświadczoną w dokumentach wsią z okolic Tarnobrzega, był to zapewne jeden z ośrodków, z którego podążało osadnictwo w głąb Puszczy Sandomierskiej. Wielokrotny wojewoda krakowski i sandomierski za czasów Leszka Białego, Pakosław Starszy Lasocicki herbu Habdank, właściciel Miechocina, Machowa i Ocic, jednocześnie praojciec rodu Habdanków Machowskich – dziedziców wymienionych majątków, darował Ocice wraz z jazem na Wiśle klasztorowi Koprzywnickiemu. Wzmianka dokumentalna o jazie (cum clausura) może wskazywać, że Ocice położone były w tamtym czasie nad samą Wisłą. Według Zygmunta Wdowiszewskiego i podobnie według Władysława Semkowicza, nadanie miało miejsce prawdopodobnie przed 1222 rokiem, a według Mariana Friedberga nastąpiło jeszcze w XII w. Jan Długosz podaje, że przez lata znajdowała się w posiadaniu klasztoru w Koprzywnicy, następnie znacznie ucierpiała w czasie napadu litewskiego w 1376. Teren został spustoszony i wyludniony po czym opat Koprzywnicy zamienił go na dwa łany roli w Siedleszczanach. Ziemia w ten sposób wróciła w ręce rodu Habdanków, potomków Pakosława.
W XV wieku miały dwa łany kmiece, dwie karczmy i zagrody. Dochód z dziesięciny wynoszący sześć grzywien pobierał proboszcz w Skotnikach. Po tym czasie brak wzmianek o Ocicach w źródłach z XVI – XVII wieku, a także szczegółowych mapach z przełomu XVIII/XIX wieku. Sama nazwa odeszła w zapomnienie, a w jej miejscu pojawiła się nazwa Kobylnik. Zdołała jednak przetrwać jako określenie terenowe, co pozwoliło na przywrócenie jej jako nazwy miejscowej. Pojawiła się ponownie w 1629 jako nazwa folwarku dla którego pańszczyznę odrabiała ludność Miechocina dolnego. W wizytacji biskupiej w latach 1761, 1765 i 1799 Ocice wymieniane były jako nowa wieś pod Kozielcem. Następna wzmianka pochodzi dopiero z czasów porozbiorowych. Odrodzenie osady nastąpiło w XIX wieku. Założona została przez Tarnowskich z Dzikowa na prawie czynszowym. Według wykazu z roku 1820, w Ocicach było: 10 gospodarzy, z których każdy posiadał po 9 morgów ziemi, 12 po 6 morgów ziemi i jeden posiadający 4 morgi. Razem 23 gospodarzy na 166 morgach ziemi. Słownik geograficzny królestwa polskiego z 1886 roku podaje, że Ocice, oddzielone od Machowa niewielkim lasem, bywały często uważane za jego przysiółek, mieszkało tam tylko 297 mieszkańców, 287 rzymskich katolików i 11 Żydów. Według spisu z roku 1890 było 334 mieszkańców. Skorowidz z 1904 roku podaje liczbę mieszkańców na 404. Następnie ukazana są na mapie pruskiej 1:300000 z 1910 roku a potem na mapie Wojskowego Instytutu Geograficznego 1:100000.
W latach 1850–1876 wszystkie wsie parafii Miechocin zostały objęte siecią szkółek zimowych. Szkoła w Ocicach powstała między rokiem 1860 a 1870. W 1914 roku nauczycielem w jednoklasowej szkole był Jan Kozdęba.
W czasie I wojny światowej, w połowie maja 1915 roku wycofujące się wojska rosyjskie dotarły w okolice Tarnobrzega i zaczęły organizować obronę. W zimie w okolicy m.in. Ocic powstały w tym celu okopy i schrony. Walki w powiecie trwały do końca czerwca, a ostrzał artyleryjski stał się szczególnie silny od momentu, w którym Austriacy ściągnęli do walki ciężką artylerię. Jej pociski dosięgły okolicznych wiosek powodując liczne pożary. W związku z tymi działaniami wojennymi w Ocicach spłonęło 71 domów.
Michał Marczak w swoim „Dyariuszu dzikowskim” opisuje, że Ocice płonęły 12 maja wieczorem i „szeroką łuną” 18 maja, nocą. Zapiski z dnia 20 maja mówią, że w ostatnim czasie wielu ukrytych w dołach cywilów zostało zabitych.
Centrala Krajowa dla Gospodarczej Odbudowy Galicji pomogła w odbudowie podtarnobrzeskich osad, w tym Ocic. Protokół z dnia 19 kwietnia 1917 roku wspomina, że gmina Ocice była prawie w całości odbudowana ze zniszczeń wojennych, zostały postawione kryte dachówką drewniane budynki. Znajdująca się przy skrzyżowaniu obecnej ulicy Ocickiej z Orląt lwowskich kapliczka zawierała tablicę z inskrypcją informującą, że postawiono ją Panu Bogu na chwałę i w podziękowaniu za ocalenie przez gromadę Ocice. Nie zachowała się do czasów dzisiejszych.

## Kultura ludowa
Na kulturę ludową Ocic rzucają nieco światła nieliczne źródła z początku XX wieku. 

### Dieta
Na dietę mieszkańców składały się: w dni postne barszcz z dodatkiem chrzanu, na obiad jedzono głównie kapustę, a także kaszę jaglaną, gryczaną lub jęczmienną. Mięso jadano rzadko, najczęściej pozyskiwano je nabywając w ramach przysługi od sąsiadów, których okoliczności zmusiły do zabicia własnego zwierzęcia. Jedzono także ziemniaki z barszczem lub polewką. Solono ciemną solą, słodzono sacharyną. 

### Demonologia
Wierzono w postać małej, ciężkiej laleczki zwanej gniotem, gnieciuchem lub gniotkiem, który po wyborze ofiary siadał nocą jej na piersiach powodując silny ucisk, bolesne stękanie, przy jednoczesnym paraliżu i odebraniu możliwości mowy, czasem konsekwencją jego działania mogła być nawet śmierć. Utopieni mężczyźni mieli przemieniać się w topielców, wciągających w głębiny i topiących ludzi by zyskać towarzyszy niedoli. Samobójcy odbywali pokutę w miejscu swojej śmierci, o północy straszyli i gonili przechodniów. Błąkające się po polach nocą światło to dusza pokutującego geometry. Naprawiać miała dokonane za życia fałszywe pomiary pól.

### Wierzenia i przesądy
- Kto do roku nie wypełni przedśmiertnych życzeń drugiej osoby, umrze po roku[45].
- Kto tańczy w Wielki Piątek będzie mieć krzywe nogi.
- Kto wypije wodę święconą będzie doskonale sypiał.
- Pies, który zjadł cokolwiek święconego jest bardzo trudny do zabicia[46].

W miesięczniku geograficzno-etnograficznym „Wisła” z 1897 roku wspomniano, że mieszkańców wsi okoliczni określali mianem „karasi” (W Ocicach chłopów nazywają u nás karáskamy...).

## Obiekty
Na terenie osiedla znajdują się cztery kapliczki i jeden krzyż przydrożny. Jedna z nich, Kapliczka św. Teresy od Dzieciątka Jezus, datowana na 1926 rok, została wpisana do gminnej ewidencji zabytków. Znajduje się tutaj cmentarz z I wojny światowej. Osiedle posiada stadion o pojemności 800 miejsc, w tym 300 siedzących.

## Ochotnicza straż pożarna
Ochotniczą straż pożarną założono w 1933 roku, w odpowiedzi na liczne w tamtym okresie podpalenia inspirowane przez właścicieli składów budowlanych. Liczyła dwunastu członków, wyposażona była trzylitrową, drewnianą sikawkę strażacką i wiadra. Do zadań początkowo należała także pomoc w pracach polowych w biedniejszych gospodarstwach. Działalność straży została zawieszona przez okupanta, a wznowiono ją w 1948 roku. W latach pięćdziesiątych straż wyposażono w ręczną pompę dwutłokową, sześć sztuk węży i prądownicę. W latach 1948–1970 członkowie OSP byli zwolnieni z udziału w szarwarkach, wart nocnych i funduszu gromadzkiego. Po 1968 zaczęto gromadzić materiały budowlane na budowę strażnicy. W roku 1970 KiZPS Machów przekazał motopompę P03R z osprzętem. Budowa remizy zakończyła się w 1987 roku.

## Fauna i flora
Na terenie osiedla występują rośliny objęte ochroną: czosnek kątowaty i przedstawiciele rodziny Orchidaceae. Ze zwierząt obserwowano następujące gatunki: bocian biały, dzierzba gąsiorek, wróbel zwyczajny, mazurek, szpak zwyczajny, dzięcioł zielony, uszatka zwyczajna, ropucha zielona i ropucha paskówka.

## Sport
Na terenie Ocic działa osiedlowy klub sportowy Koniczynka Ocice. Został założony w 1994 roku. Aktualnie (sezon 2020/2021) jest w klasie A.